# Cá bống tròn
Cá bống tròn, tên khoa học Neogobius melanostomus, là một loài cá bống sống ở tầng đáy của họ Gobiidae, có nguồn gốc từ trung tâm lục địa Á-Âu bao gồm cả Biển Đen và biển Caspi.